# Six World Trade Center
Six World Trade Center, afgekort 6 WTC of WTC 6, was een acht verdiepingen hoog gebouw dat tot 11 september 2001 onderdeel was van het toenmalige World Trade Center in New York. Het was ten noorden van de North Tower (WTC 1) gesitueerd en was het laagste gebouw van het World Trade Center. Het gebouw werd tegelijk met Four en Five World Trade Center gebouwd en in 1973 geopend. Het deed dienst als U.S Customs House (kantoor van de Amerikaanse douane) voor New York.
Het gebouw, dat werd ontworpen door de Japans-Amerikaanse architect Minoru Yamasaki, werd tijdens de aanslagen op 11 september 2001 zwaar beschadigd door het instorten van de North Tower (WTC 1). Bijna alle gebouwen van het World Trade Center werden vervangen, maar niet WTC 6. Op de plek waar WTC 6 stond, kwam het nieuwe One World Trade Center.

## Galerij

Plattegrond van het oude WTC.
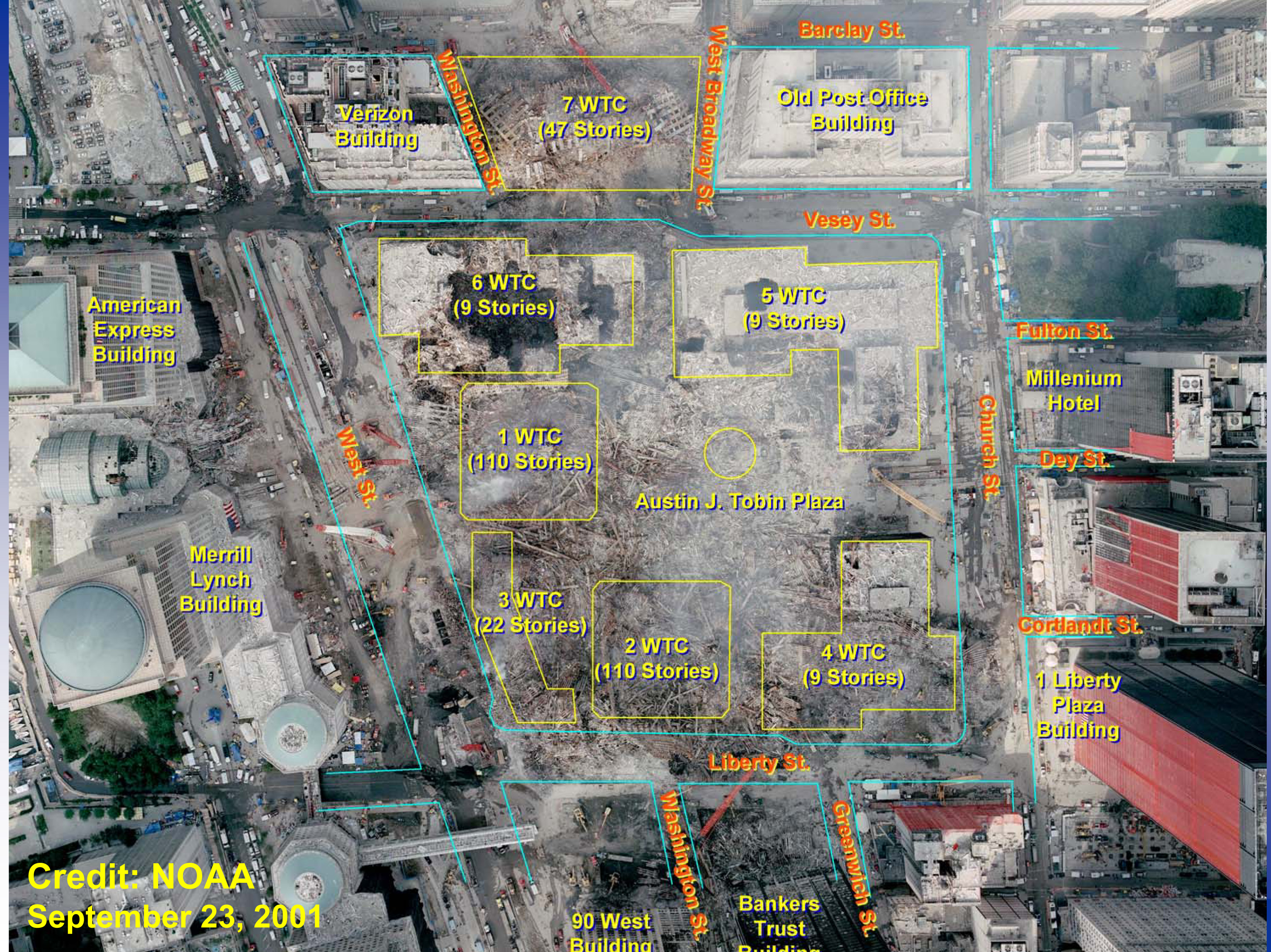
Luchtfoto van het WTC op 23 september 2001.
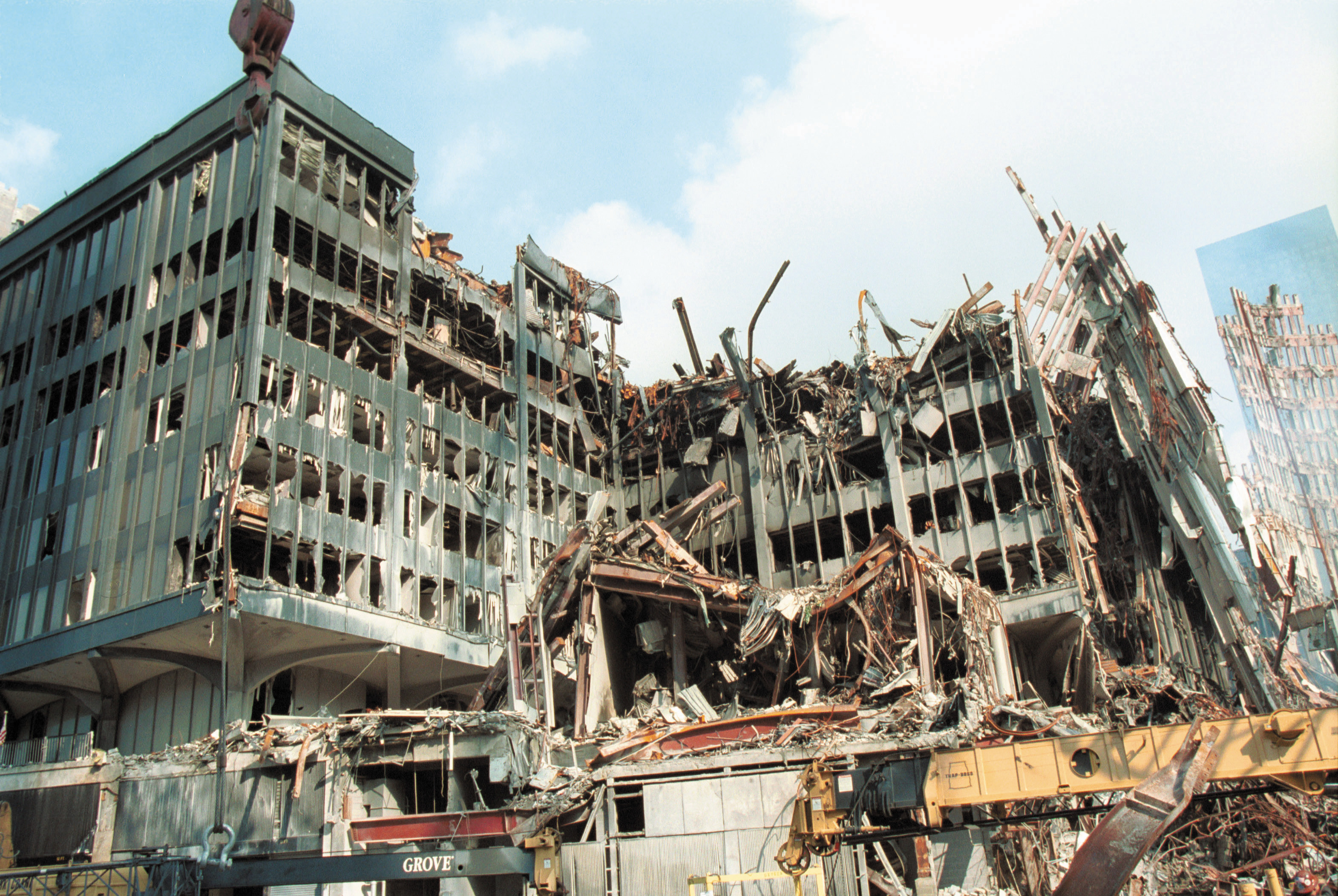
Six WTC na de aanslagen van 11 september 2001